# 1. divisjon 1967
L'edizione 1967 della 1. divisjon vide la vittoria finale del Rosenborg.
Capocannoniere del torneo fu Odd Iversen (Rosenborg), con 17 reti.

## Classifica finale
|    | Classifica   | G  | V  | N | P  | GF | GS | Pt |
| -- | ------------ | -- | -- | - | -- | -- | -- | -- |
| 1  | Rosenborg    | 18 | 9  | 7 | 2  | 40 | 24 | 25 |
| 2  | Skeid        | 18 | 10 | 2 | 6  | 42 | 26 | 22 |
| 3  | Lyn          | 18 | 9  | 3 | 6  | 39 | 30 | 21 |
| 4  | Frigg        | 18 | 8  | 4 | 6  | 22 | 22 | 20 |
| 5  | Vålerengen   | 18 | 7  | 4 | 7  | 27 | 33 | 18 |
| 6  | Fredrikstad  | 18 | 7  | 2 | 9  | 27 | 25 | 16 |
| 7  | Sarpsborg    | 18 | 5  | 6 | 7  | 18 | 24 | 16 |
| 8  | Strømsgodset | 18 | 7  | 1 | 10 | 30 | 34 | 15 |
| 9  | Steinkjer    | 18 | 5  | 5 | 8  | 21 | 31 | 15 |
| 10 | Odd          | 18 | 5  | 2 | 11 | 18 | 35 | 12 |

### Verdetti
- Rosenborg Campione di Norvegia 1967.
- Steinkjer e Odd retrocesse in 2. divisjon.